# Хлор

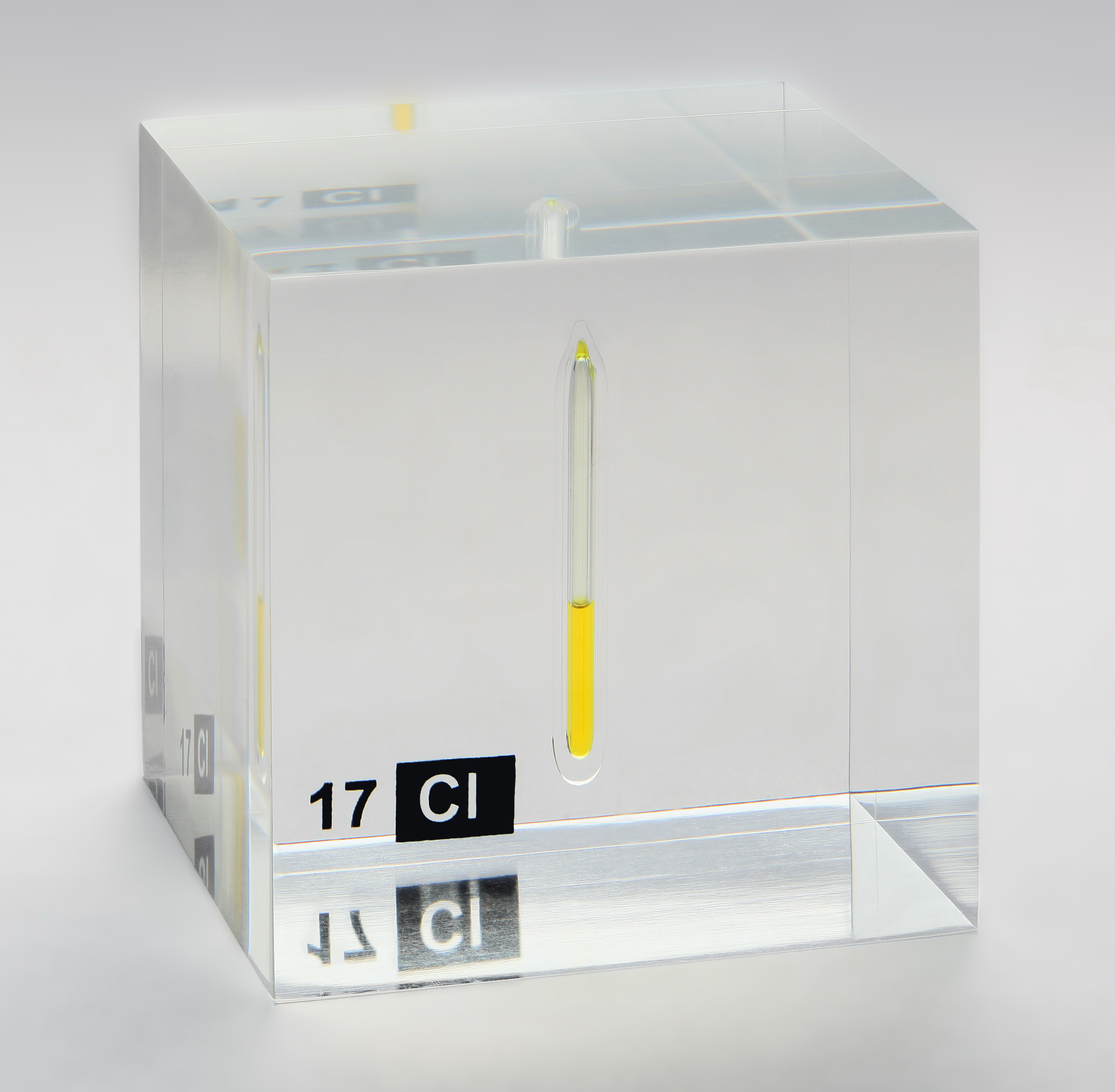
Кварцова ампула із зрідженим під тиском хлором (Cl_{2}) у акриловому кубі

Хлор (Cl) — елемент 7-ї групи періодичної таблиці хімічних елементів (за застарілою класифікацією — елемент головної підгрупи VII групи) з атомним номером 17.

## Загальна характеристика
Позначається символом Cl (лат. Chlorum). Хімічно активний неметал. У природі існує два стабільних ізотопи: 35Cl i 37Cl. Науковцям вдалось синтезувати нестабільні ізотопи хлору, зокрема, з атомною масою 52.
Входить у групу галогенів (спочатку назву «галоген» використовував німецький хімік Швейгер для хлору [дослівно «галоген» перекладається як солерід], але воно не прижилося, і згодом стало загальним для VII групи елементів, у яку входить і хлор).
Проста речовина хлор (CAS-номер: 7782-50-5) за нормальних умов — отруйний газ жовтувато-зеленого кольору важчий за повітря, з різким запахом. Молекула хлору двоатомна (формула Cl2). Вже не використовується як дезінфікуючий засіб у плавальних басейнах, натомість в басейнах використовуються хлорні сполуки накшталт гіпохлорит кальцію, гіпохлорит натрію (товарний чи електролізний), дихлорізоцианутова кислота, трихлорізоцианурова кислота.
Утворює кисневі кислоти хлору і міжгалогенні сполуки (ClF, ClF3, BrCl та інші).

## Історія
Вперше хлор був отриманий у 1774 шведським хіміком К. Шеєле (Scheele), який отримав його при взаємодії піролюзиту з соляною кислотою:
4HCl + MnO2 = Cl2 + MnCl2 + 2H2O.
Шеєле відзначив запах хлору, схожий із запахом царської води, його здатність взаємодіяти з золотом і кіновар'ю, а також його відбілюючі властивості та токсичність для комах. Однак Шеєле, відповідно до пануючої тоді в хімії теорії флогістону, припустив, що хлор є дефлогістованою соляною кислотою, тобто оксидом соляної кислоти. Бертолле та Лавуазьє припустили, що хлор є оксидом елемента мурія, але спроби відновити його вугіллям проведені Жозеф-Луї Гей-Люссаком закономірно залишалися марними. У 1810 р. англійський учений Г. Деві зміг електролізом розкласти кухонну сіль на натрій і хлор та довів, що цей газ є простою речовиною, а не оксидом. В своїй доповіді перед Королівським Товариством він назвав новий елемент хлор від грецького χλωρος (жовто-зелений).

## Походження назви
Від грецького хлорос (грец. χλωρός) — «зелений».

## Поширення в природі
Хлор досить поширений елемент. На нього припадає 0,04 % маси земної кори (середній вміст хлору в земній корі 10−4 % мас.). У вільному стані в природі він не зустрічається, оскільки в хімічному відношенні хлор дуже активний. Найважливіші мінерали хлору: галіт, сильвін, бішофіт, карналіт, хлорапатит, содаліт. Найпоширенішою природною сполукою хлору є хлорид натрію NaCl, величезні кількості якого розчинені у воді морів, океанів і деяких озер. У багатьох місцях хлорид натрію у вигляді мінералу галіту (або кам'яної солі) утворює потужні поклади. Багаті поклади дуже чистої кам'яної солі розташовані в районах м. Соль-Ілецька на південному Уралі і м. Бахмута на Донбасі.
Крім того, дуже поширеними сполуками хлору є хлорид калію KCl і хлорид магнію MgCl2. Хлорид калію і хлорид натрію утворюють мінерал сильвініт KCl · NaCl, потужні родовища якого розташовані в Україні (міста Калуш і Стебник), а хлорид калію і хлорид магнію утворюють мінерал карналіт KCl · MgCl2 · 6H2O, великі поклади якого є на Уралі (м. Солікамськ).

## Фізичні властивості
Хлор — важкий газ жовтувато-зеленого кольору з різким, задушливим запахом, неметал. При вдиханні дуже подразнює слизову оболонку і викликає гострий кашель, а у великих кількостях — навіть смерть.
Густина газоподібного хлору за нормальних умов 3,214 г/літр, рідкого хлору при tкип — 1,557 г/см³, твердого хлору — 1,9 г/см³ (при t -102 °С). tпл. — -101 °С; tкип. -34,6 °С.
Під тиском близько 6 атмосфер хлор уже при звичайній температурі скраплюється у жовту важку рідину, яка під нормальним тиском кипить при -34 °С, а при -102,4 °С замерзає в жовтувату кристалічну масу. Скраплений хлор зберігають і транспортують у стальних балонах.
У воді хлор розчиняється добре. В одному об'ємі води при звичайній температурі розчиняється понад два об'єми хлору. Розчин хлору в воді називають хлорною водою.

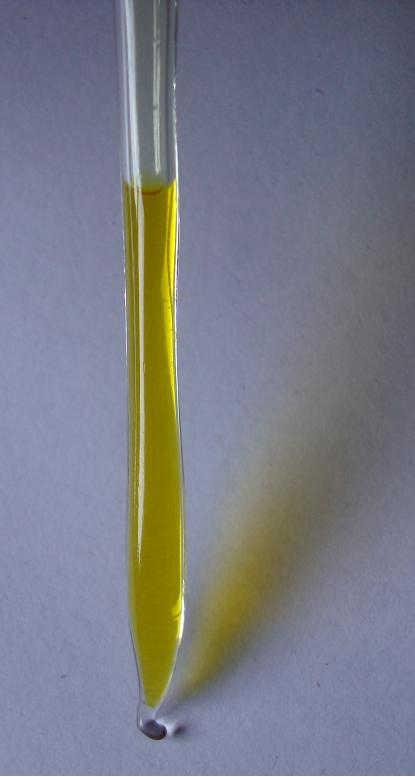
Рідкий хлор у кварцовій ампулі.

## Хімічні властивості
Хімічно дуже активний. Окиснювач. Утворює сполуки майже з усіма хімічними елементами. Хлор, має в зовнішньому електронному шарі сім електронів, його атоми легко віднімають валентні електрони від атомів інших елементів і перетворюються в негативно одновалентні іони Cl-. Цим самим проявляються його різко виражені окисні властивості. За своїми окисними властивостями хлор поступається лише перед фтором і приблизно рівноцінний кисню. Завдяки великому спорідненню його атомів до електрона, хлор безпосередньо сполучається з усіма металами і більшістю неметалів. Причому з багатьма металами він реагує дуже енергійно з виділенням тепла і світла. Наприклад, якщо в наповнений хлором циліндр внести розтертий в порошок стибій, він спалахує і згоряє, утворюючи густий білий дим трихлориду стибію (сурми) SbCl3:
- 2Sb + 3Cl2=2SbCl3

Попередньо нагріті кальцій, залізо, мідь і інші метали теж енергійно згоряють в атмосфері хлору, утворюючи відповідні хлориди. Наприклад:
- Cu + Cl2 = CuCl2

Запалений на повітрі червоний фосфор продовжує енергійно горіти в атмосфері хлору:
- 2Р + 3Cl2 = 2PCl3

З воднем хлор теж реагує. Але при звичайній температурі реакція йде дуже повільно, а при нагріванні і під впливом сонячного світла — досить швидко і навіть з вибухом:
- Cl2+Н2=2HCl

### Реакції з органічними сполуками

#### Заміщення
При високій температурі хлор може віднімати водень від різних органічних сполук. Запалена свічка продовжує горіти в атмосфері хлору, виділяючи багато кіптяви, бо з хлором сполучається тільки водень, що входить до складу речовини свічки, а вуглець виділяється у вигляді кіптяви.
CnH2n+2 + (n+1) Cl2 → n C+ (2n+2) HCl
Алкани реагують з хлором при нагріванні, реакція проходить по радикальному механізму
CH3-CH3 + Cl2 → C2H6-xClx + HCl
Ароматичні сполуки реагують по іонному механізму, в присутності каталізаторів (напр. AlCl3, FeCl3):
C6H6 + Cl2 → C6H5Cl + HCl
Кетони хлоруються набагато легше за відповідні алкани
CH3-CH2-CO-CH2-CH3 + Cl2 -H+→ CH3-CHCl-CO-CH2-CH3 + HCl: CH3-CH2-CO-CH2-CH3 + 4Cl2 -OH-→ CH3-CCl2-CO-CCl2-CH3 + 4HCl
З метилекетонами реакція йде далі й відбувається розщеплення
CH3-CO-CH3 — Cl2/-OH-→ CHCl3

#### Приєднання
Хлор приєднується по подвійному зв'язку алкенів
CH2=CH2 + Cl2 → Cl-CH2-CH2-Cl

#### Окислення
Хлор — сильний окисник і рідко застосовується в цій якості. Він окисляє спирти (до кислот чи кетонів), альдегіди (до кислот).
CH3-CH2-OH —Cl2 / OH-→ [CH3-CHO] →CHCl3

## Одержання
У лабораторних умовах хлор звичайно одержують взаємодією хлоридної кислоти HCl з двоокисом марганцю MnO2 (це також і перший промисловий метод одержання):
4HCl + MnO2 → MnCl2 + Cl2 ↑ + 2H2O

{\displaystyle {\begin{matrix}Mn^{4+}+2e=Mn^{2+}\\\\Cl^{-}-e=Cl^{-}\end{matrix}}{\Bigg |}}
{\displaystyle {\begin{matrix}\\2\\.\end{matrix}}{\Bigg |}}
{\displaystyle {\begin{matrix}1\\\\2\end{matrix}}}
Також застововують інші окисники:
2KMnO4 + 16HCl → 2KCl + 2MnCl2 + 5Cl2↑ +8H2O
K2Cr2O7 + 14HCl → 3Cl2 + 2KCl + 2CrCl3 + 7H2O

### Промислове виробництво
У техніці хлор одержують електролізом водного розчину хлориду натрію NaCl. Хлорид натрію у водному розчині дисоціює на іони натрію і хлору:
{\displaystyle NaCl\;{\overrightarrow {\leftarrow }}Na^{+}+Cl^{-}}
Молекули води також частково дисоціюють:
{\displaystyle H_{2}O\;{\overrightarrow {\leftarrow }}H^{+}+OH^{-}}
Таким чином, до катода притягуються катіони натрію і катіони водню, а до анода — аніони хлору і аніони гідроксилу. Катіони водню відновлюються легше, ніж катіони натрію, а аніони хлору окиснюються легше, ніж аніони гідроксилу. Тому на катоді виділяється водень, а аноді — хлор. Електродні реакції
можна позначити такими рівняннями:
- Катод: 2Н+ + 2е = Н2 ↑
- Анод: 2Cl- — 2е = Cl2 ↑

Катіони натрію і аніони гідроксилу весь час нагромаджуються в розчині і утворюють гідроксид натрію NaOH. Він реагує з хлором, що частково розчиняється в воді, утворюючи гіпохлорит та хлорид натрію
NaOH + Cl2 → NaCl + NaOCl
Розчин NaClO використовують як відбілювач (в Україні виробляється під назвою «Білизна»)
Якщо проводити гідроліз в апараті де катодний та анодний простір розділені напівпроникною мембраною то реакції хлору з гідроксидом натрію не відбувається, що дозволяє отримати окрім хлору чистий гідроксид натрію. 

Електроліз хлориду натрію мембранним способом

## Застосування
У техніці хлор застосовується дуже широко. Використовують у виробництві хлорорганічних сполук (напр., вінілхлориду, хлоропренового каучуку, дихлоретану та ін.), барвників, лікарських та інших речовин, для вибілювання тканини, паперу, дезінфекції тощо.
Значні кількості його використовують для виробництва
- хлоридної кислоти HCl,
- хлорного вапна Ca(OCl)Cl
- Застосування хлору для знезараження (хлорування) питної води в наш час[коли?] намагаються обмежити й замінити озонуванням, але на сьогодні воно є основним в більшості країн, в тому числі Україні.
- В металургії хлор застосовують для хлорування руд для одержання цілого ряду кольорових і рідкісних металів — титану, ніобію, танталу і інших — у вигляді їх хлоридів, з яких потім електролізом добувають чисті метали.

Багато хлору споживає хімічна промисловість для одержання різних хлорорганічних сполук, які використовують для боротьби з шкідниками і бур'янами в сільському господарстві, а також для виготовлення різних барвників, синтетичного каучуку, пластмас тощо. Найвідомішими з них є:
- Вінілхлорид та його полімер полівінілхлорид (ПВХ), що застосовується для виробництва віконних профілів
- Хлороформ
- ДДТ (знято з виробництва й заборонено до вживання через токсичність)
- Діоксини

## Дія на людину
Отруйний. Гранично допустима концентрація в повітрі виробничих приміщень 1 мг/м³, в атмосфері населених пунктів одноразова (короткотривала) — 0,1 мг/м³, середньодобова — 0,003 мг/м³.